# Nevin Harrison
Pour les articles homonymes, voir Harrison.
Nevin Harrison, née le 2 juin 2002 à Seattle (États-Unis), est une céiste américaine. Elle est sacrée championne olympique en C1-200 m à Tokyo en 2021 et double championne du monde en 2019 à Szeged et en 2022 à Dartmouth.

## Jeunesse
Nevin Harrison commence le canoë à l'âge de 12 ans tout en faisant d'autres sports. À 14 ans, on lui diagnostique une dysplasie de la hanche et elle décide de se tourner exclusivement vers le canoë.

## Carrière
Lors des Championnats du monde 2019, elle est la seule américaine médaillée en remportant l'or sur le C1-200 m.
Le C1-200 m féminin fait ses débuts aux Jeux olympiques d'été de 2020. En finale, elle termine en 45,932 secondes soit 0.854 devant la deuxième, la recordwoman du monde, la Canadienne Laurence Vincent-Lapointe.

## Palmarès

### Jeux olympiques
- médaille d'or en C1-200 m aux Jeux olympiques d'été de 2020 à Tokyo

### Championnats du monde
- médaille d'or en C1-200 m aux Championnats du monde de 2019 à Szeged
- médaille d'or en C1-200 m aux Championnats du monde de 2022 à Dartmouth

### Jeux panaméricains
- médaille d'or en C1-200 m aux Jeux panaméricains de 2019 à Lima